# Jarki (Polen)
Jarki is een gehucht in het Poolse district  Inowrocław, woiwodschap Koejavië-Pommeren. De plaats maakt deel uit van de gemeente Rojewo en telt samen ruim 30 inwoners.

## Sport en recreatie
- Door deze plaats loopt de Europese wandelroute E11. De E11 loopt van Den Haag naar het oosten, op dit moment de grens Polen/Litouwen. Ter plaatse komt de route van het zuiden vanaf Gniewkowo en vervolgt in oostelijke richting via Małe jarki en Cierpice naar Toruń.